# Antepione rivulata
Antepione rivulata là một loài bướm đêm trong họ Geometridae.